# Between the Temples
Between the Temples (dt.: „Zwischen den Tempeln“) ist ein US-amerikanischer Spielfilm von Nathan Silver aus dem Jahr 2024. Die Uraufführung der Komödie mit Jason Schwartzman und Carol Kane in den Hauptrollen fand im Januar 2024 beim 40. Sundance Film Festival statt. Dort wurde das Werk in den US-amerikanischen Spielfilmwettbewerb eingeladen. Die internationale Premiere erfolgte einen Monat später bei der 74. Berlinale.

## Handlung
Der jüdische Kantor Ben befindet sich in einer Glaubenskrise. Gleichzeitig wird er mit Carla, seiner früheren Musiklehrerin aus Grundschulzeiten, konfrontiert, die bei ihm als neue Bat-Mitzwa-Schülerin in die Lehre gehen möchte.

## Veröffentlichung und Rezeption
Die Weltpremiere von Between the Temples fand am 19. Januar 2024 im Hauptwettbewerb des Sundance Film Festivals statt. Im Online-Katalog priesen die Veranstalter das Werk als „seltene, ausgefallene Komödie“ an und stellten die Schauspielleistungen von Jason Schwartzman, Carol Kane, Dolly de Leon sowie Robert Smigel heraus. Die internationale Premiere erfolgte einen Monat später, am 19. Februar, bei der 74. Berlinale. Dort wurde der Film in die Sektion Panorama aufgenommen.

## Auszeichnungen
Between the Temples erhielt beim Sundance Film Festival 2024 eine Einladung in den Wettbewerb um den Großen Preis der Jury für den besten amerikanischen Spielfilm.